# Quars fos

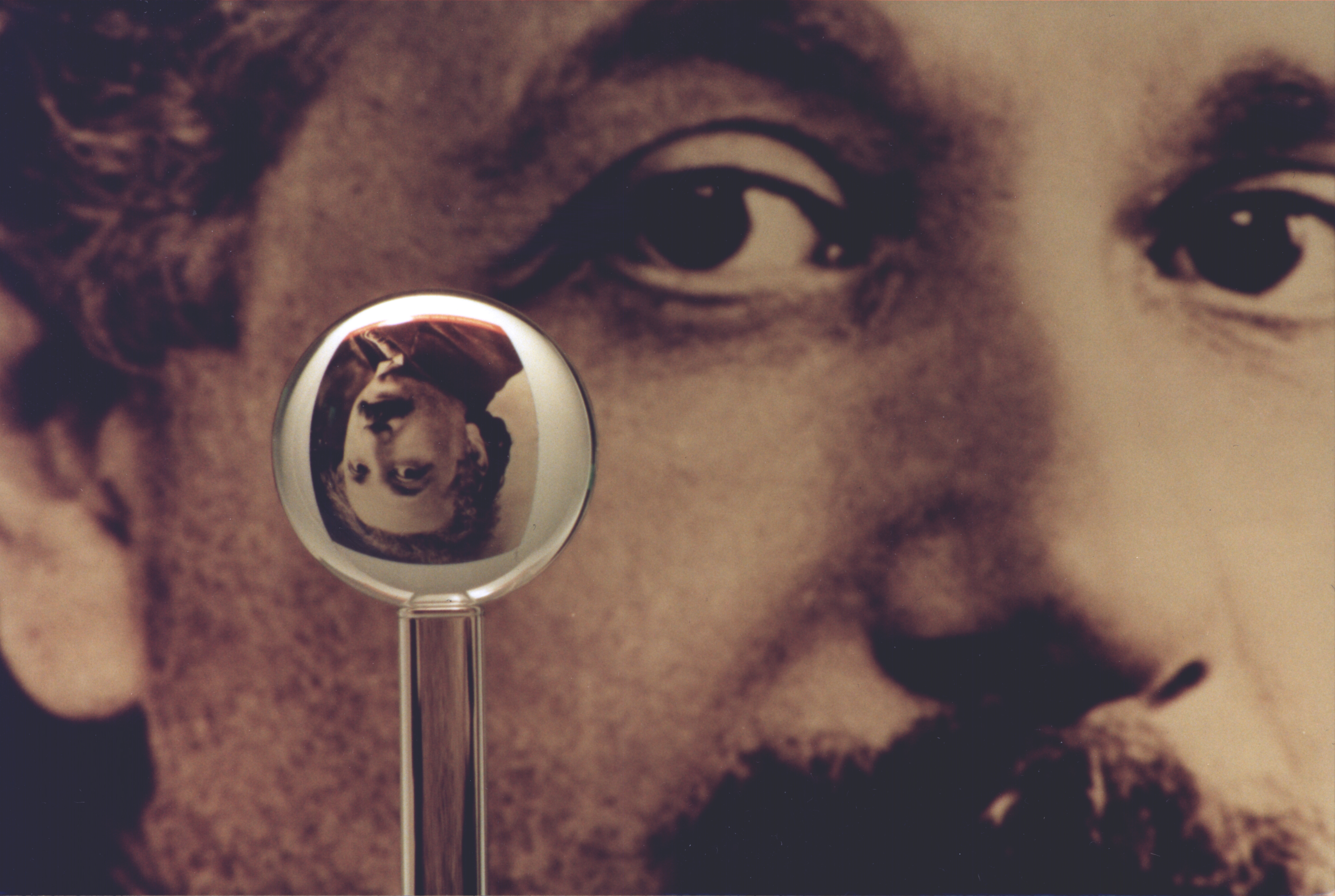
Aquesta esfera de quars fos es va fabricar per utilitzar-la en un giroscopi a l'experiment Gravity Probe B. És una de les esferes més precises mai fabricades, desviant-se d'una esfera perfecta en no més de 40 àtoms de gruix.

El quars fos, la sílice fosa o el vidre de quars és un vidre format per sílice gairebé pura (diòxid de silici, SiO 2 ) en forma amorfa (no cristal·lina). Això difereix de tots els altres vidres comercials en què s'afegeixen altres ingredients que canvien les propietats òptiques i físiques dels vidres, com ara la reducció de la temperatura de fusió. El quars fos, per tant, té altes temperatures de treball i fusió, cosa que el fa menys desitjable per a les aplicacions més habituals.
Els termes quars fos i sílice fosa s'utilitzen indistintament, però poden referir-se a diferents tècniques de fabricació, com s'indica a continuació, donant lloc a diferents traces d'impureses. No obstant això, el quars fos, en estar en estat vidre, té propietats físiques força diferents en comparació amb el quars cristal·lí. A causa de les seves propietats físiques, troba usos especials en la fabricació de semiconductors i equips de laboratori, per exemple.
En comparació amb altres ulleres comuns, la transmissió òptica de sílice pura s'estén bé a les longituds d'ona ultraviolada i infraroja, de manera que s'utilitza per fer lents i altres òptiques per a aquestes longituds d'ona. Depenent dels processos de fabricació, les impureses restringiran la transmissió òptica, donant lloc a graus comercials de quars fos optimitzats per al seu ús a l'infraroig o (llavors es coneix com a sílice fosa) a l'ultraviolat. El baix coeficient d'expansió tèrmica del quars fos el converteix en un material útil per a substrats de mirall de precisió.

## Fabricació
El quars fos es produeix mitjançant la fusió (fusió) de sorra de sílice d'alta puresa, que consta de cristalls de quars. Hi ha quatre tipus bàsics de vidre de sílice comercial:
- El tipus I es produeix per inducció fonent quars natural al buit o en una atmosfera inert.
- El tipus II es produeix mitjançant la fusió de pols de cristall de quars en una flama d'alta temperatura.
- El tipus III es produeix cremant SiCl 4 en una flama d'hidrogen - oxigen.
- El tipus IV es produeix cremant SiCl 4 en una flama de plasma sense vapor d'aigua.[4]

- per inducció fonent quars natural
- fusionant pols de cristall de quars
- cremant el en una flama
- cremant el SiCl4 en una flama de plasma

El quars només conté silici i oxigen, tot i que el vidre comercial de quars sovint conté impureses. Dues impureses dominants són l'alumini i el titani que afecten la transmissió òptica a les longituds d'ona ultraviolada. Si hi ha aigua en el procés de fabricació, es poden incrustar grups hidroxil (OH), la qual cosa redueix la transmissió a l'infraroig.

## Fusió
La fusió es fa aproximadament a 2200 °C (4000 °F) utilitzant un forn escalfat elèctricament (fusible elèctricament) o un forn alimentat amb gas/oxigen (fusible amb flama). La sílice fosa es pot fer a partir de gairebé qualsevol precursor químic ric en silici, normalment utilitzant un procés continu que implica l'oxidació a la flama de compostos volàtils de silici a diòxid de silici i la fusió tèrmica de la pols resultant (tot i que s'utilitzen processos alternatius). Això resulta en un vidre transparent amb una puresa ultra alta i una transmissió òptica millorada en l'ultraviolat profund. Un mètode comú consisteix a afegir tetraclorur de silici a una flama d'hidrogen-oxigen.

## Qualitat del producte
El quars fos normalment és transparent. El material, però, pot tornar-se translúcid si es deixa atrapar petites bombolles d'aire. El contingut d'aigua (i, per tant, la transmissió infraroja) del quars fos està determinat pel procés de fabricació. El material fusionat amb flama sempre té un contingut d'aigua més elevat a causa de la combinació dels hidrocarburs i l'oxigen que alimenten el forn, formant grups hidroxil [OH] dins del material. Un material de grau IR normalment té un contingut [OH] inferior a 10 ppm.

## Aplicacions
Moltes aplicacions òptiques de quars fos exploten el seu ampli rang de transparència, que es pot estendre fins a l'ultraviolat i a l'infraroig gairebé mitjà. El quars fos és el material de partida clau per a la fibra òptica, utilitzada per a les telecomunicacions.
A causa de la seva força i alt punt de fusió (en comparació amb el vidre normal), el quars fos s'utilitza com a embolcall per a làmpades halògenes i làmpades de descàrrega d'alta intensitat, que han de funcionar a una temperatura d'envoltant elevada per aconseguir la seva combinació d'alta brillantor i llarga vida.. Alguns tubs de buit d'alta potència utilitzaven embolcalls de sílice la bona transmissió dels quals a longituds d'ona infraroja facilitava el refredament per radiació dels seus ànodes incandescents.
A causa de la seva força física, el quars fos s'utilitzava en vaixells de submarinisme profund com la batisfera i el bentoscopi i a les finestres de les naus espacials tripulades, incloent el transbordador espacial i l'Estació Espacial Internacional. El quars fos també es va utilitzar en el desenvolupament d'armadures compostes.
A la indústria dels semiconductors, la seva combinació de força, estabilitat tèrmica i transparència UV el converteix en un excel·lent substrat per a màscares de projecció per a fotolitografia.

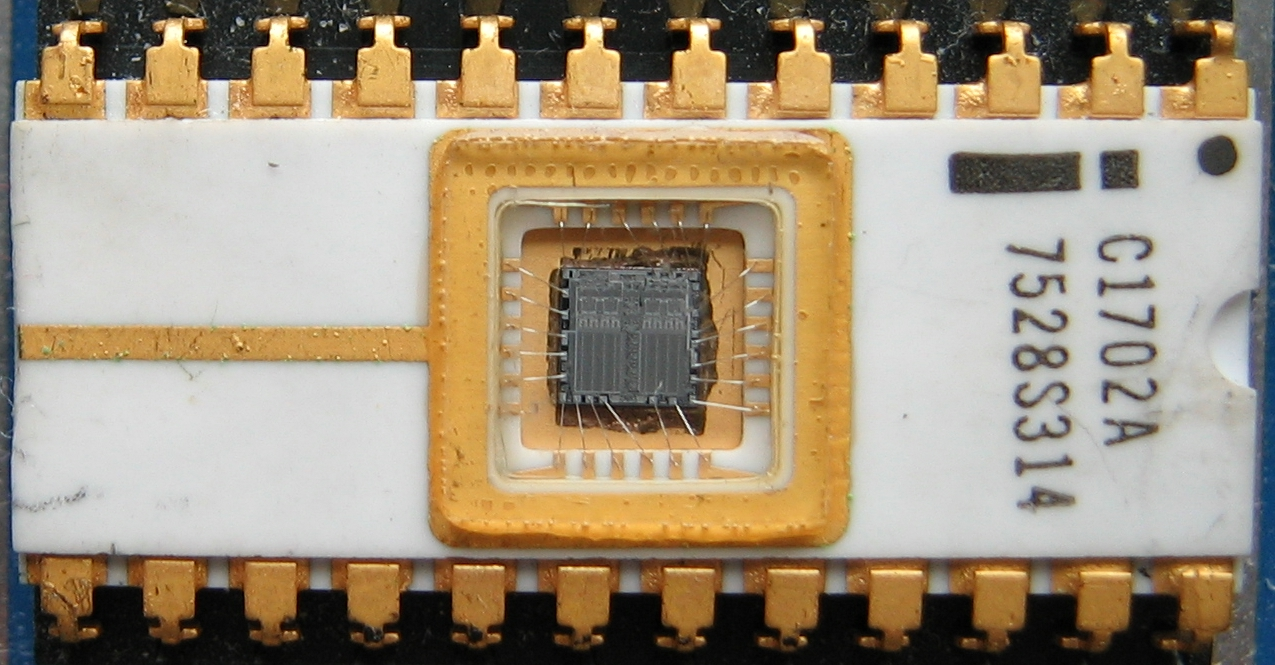
Una EPROM amb finestra de quars fos a la part superior del paquet

La seva transparència UV també s'utilitza com a finestres a les EPROM (memoria de només lectura programable esborrable), un tipus de xip de memòria no volàtil que s'esborra amb l'exposició a una forta llum ultraviolada. Les EPROM es poden reconèixer per la finestra de quars fos transparent (tot i que alguns models posteriors utilitzen resina transparent UV) que es troba a la part superior del paquet, a través de la qual és visible el xip de silici i que transmet llum UV per esborrar.
A causa de l'estabilitat tèrmica i la composició, s'utilitza en l'emmagatzematge de dades òptiques 5D i en forns de fabricació de semiconductors.
El quars fos té propietats gairebé ideals per fabricar miralls de primera superfície com els que s'utilitzen en telescopis. El material es comporta d'una manera previsible i permet al fabricant òptic posar un poliment molt suau a la superfície i produir la figura desitjada amb menys iteracions de prova. En alguns casos, s'ha utilitzat un grau UV d'alta puresa de quars fos per fabricar diversos elements individuals de lents sense recobrir de lents especials, inclosa la Zeiss 105. mm f/4.3 UV Sonnar, una lent feta anteriorment per a la càmera Hasselblad i la Nikon UV-Nikkor 105 mm f/4.5 (actualment es ven com a objectiu Nikon PF10545MF-UV). Aquestes lents s'utilitzen per a la fotografia UV, ja que el vidre de quars pot ser transparent a longituds d'ona molt més curtes que les lents fetes amb fórmules de vidre de sílex o corona més habituals.
El quars fos es pot metal·litzar i gravar per utilitzar-lo com a substrat per a circuits de microones d'alta precisió, l'estabilitat tèrmica el converteix en una bona opció per a filtres de banda estreta i aplicacions exigents similars. La constant dielèctrica més baixa que l'alúmina permet pistes d'impedància més altes o substrats més prims.

### Aplicacions de materials refractaris
El quars fos com a matèria primera industrial s'utilitza per fer diverses formes refractàries, com ara gresols, safates, cobertes i corrons per a molts processos tèrmics d'alta temperatura, com ara la fabricació d'acer, la fosa d'inversió i la fabricació de vidre. Les formes refractàries fetes de quars fos tenen una excel·lent resistència al xoc tèrmic i són químicament inerts a la majoria dels elements i compostos, inclosos pràcticament tots els àcids, independentment de la concentració, excepte l'àcid fluorhídric, que és molt reactiu fins i tot en concentracions força baixes. Els tubs translúcids de quars fos s'utilitzen habitualment per revestir elements elèctrics en escalfadors d'habitació, forns industrials i altres aplicacions similars.
A causa del seu baix amortiment mecànic a temperatures ordinàries, s'utilitza per a ressonadors d'alta Q, en particular, per a ressonadors de copa de vi del giroscopi ressonador hemisfèric. Per la mateixa raó, el quars fos també és el material utilitzat per als instruments de vidre moderns com l'arpa de vidre i el verròfon, i també s'utilitza per a noves construccions de la històrica harmònica de vidre, donant a aquests instruments un rang dinàmic més gran i un so més clar que amb el cristall de plom utilitzat històricament.
El vidre de quars s'utilitza ocasionalment als laboratoris de química quan el vidre de borosilicat estàndard no pot suportar altes temperatures o quan cal una alta transmissió UV. El cost de producció és significativament més elevat, limitant el seu ús; generalment es troba com un únic element bàsic, com un tub en un forn, o com un matràs, els elements en exposició directa a la calor.

## Propietats del quars fos

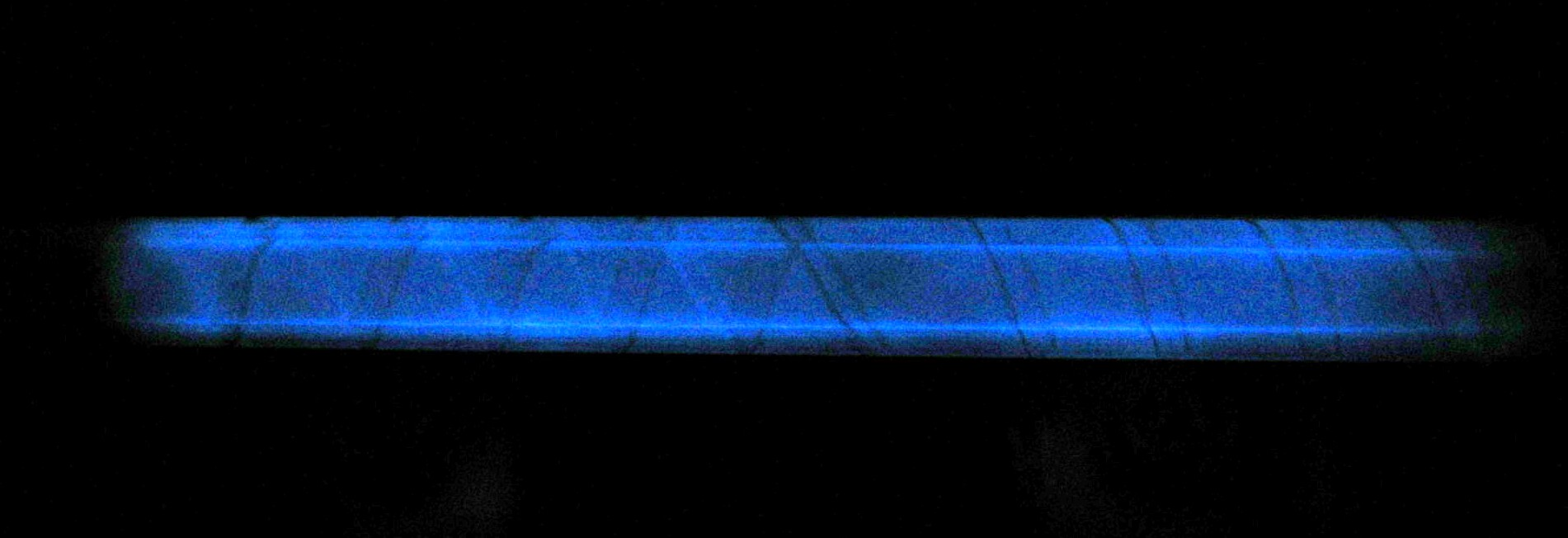
Fosforescència en quars fos a partir d'un pols extremadament intens de llum UV en un tub de flaix, centrat a 170 nm

El coeficient extremadament baix d'expansió tèrmica, al voltant de 5,5×10−7/K (20–320 °C), explica la seva notable capacitat de patir grans i ràpids canvis de temperatura sense trencar-se (vegeu xoc tèrmic).
El quars fos és propens a la fosforescència i la " solarització " (decoloració porpra) sota una intensa il·luminació UV, com es veu sovint als tubs de flaix . La sílice fosa sintètica de "grau UV" (en venda amb diversos noms comercials com "HPFS", "Spectrosil" i "Suprasil") té un contingut d'impureses metàl·liques molt baix que la fa transparent més profundament a l'ultraviolat. Una òptica amb un gruix d'1 cm té una transmitància al voltant del 50% a una longitud d'ona de 170 nm, que baixa a només un poc per cent a 160 nm. Tanmateix, la seva transmissió infraroja està limitada per fortes absorcions d'aigua a 2,2 μm i 2,7 μm.
El quars fos de "grau infraroig" (noms comercials "Infrasil", "Vitreosil IR" i altres), que està fusionat elèctricament, té una major presència d'impureses metàl·liques, limitant la seva longitud d'ona de transmitància UV al voltant de 250 nm, però un contingut d'aigua molt més baix, donant lloc a una excel·lent transmissió d'infrarojos fins a 3,6 μm de longitud d'ona. Tots els graus de quars fos transparent/sílice fosa tenen propietats mecàniques gairebé idèntiques.

### Índex de refracció
La dispersió òptica del quars fos es pot aproximar mitjançant la següent equació de Sellmeier :
{\displaystyle \varepsilon =n^{2}=1+{\frac {0.6961663\lambda ^{2}}{\lambda ^{2}-0.0684043^{2}}}+{\frac {0.4079426\lambda ^{2}}{\lambda ^{2}-0.1162414^{2}}}+{\frac {0.8974794\lambda ^{2}}{\lambda ^{2}-9.896161^{2}}},}
on la longitud d'ona {\displaystyle \lambda } es mesura en micròmetres. Aquesta equació és vàlida entre 0,21 i 3,71 μm i a 20 °C. La seva validesa es va confirmar per a longituds d'ona de fins a 6,7 μm. Dades experimentals per a les parts reals (índex de refracció) i imaginàries (índex d'absorció) de l'índex de refracció complex del quars fos que s'informa a la literatura sobre el rang espectral de 30 nm a 1000 μm han estat revisats per Kitamura et al. i estan disponibles en línia .
El seu nombre d'Abbe força alt de 67,8 el converteix en un dels vidres de dispersió més baixos a longituds d'ona visibles, a més de tenir un índex de refracció excepcionalment baix en el visible (n d = 1,4585). Tingueu en compte que el quars fos té un índex de refracció molt diferent i més baix en comparació amb el quars cristal·lí que és birrefringent amb índexs de refracció n o = 1,5443 i n e = 1,5534 a la mateixa longitud d'ona. Tot i que aquestes formes tenen la mateixa fórmula química, les seves estructures diferents donen lloc a diferents propietats òptiques i altres físiques.

### Llista de propietats físiques
- Densitat : 2,203 g/ cm3
- Duresa : 5,3–6,5 (escala de Mohs), 8,8 GPa
- Resistència a la tracció : 48,3 MPa
- Resistència a la compressió : > 1.1 GPa
- Mòdul a granel : ~37 GPa
- Mòdul de rigidesa : 31 GPa
- Mòdul de Young : 71,7 GPa
- Relació de Poisson : 0,17
- Constants elàstiques de Lamé : λ = 15,87 GPa, μ = 31,26 GPa
- Coeficient d'expansió tèrmica : 5,5 × 10 -7 /K (mitjana 20-320 °C)
- Conductivitat tèrmica : 1,3 W/(m·K)
- Capacitat calorífica específica : 45,3 J/(mol·K)
- Punt de suavització : ≈ 1665 °C
- Punt de recuit : ≈ 1140 °C
- Punt de tensió : 1070 °C
- Resistivitat elèctrica : > 10 18 Ω·m
- Constant dielèctrica : 3,75 a 20 °C 1 MHz
- Factor de pèrdua dielèctrica : menys de 0,0004 a 20 °C 1 MHz normalment 6 × 10 −5 a les 10 GHz[18]
- Rigidesa dielèctrica : 250–400 kV/cm a 20 °C[19]
- Susceptibilitat magnètica : −11,28 × 10 −6 (SI, 22 °C)[20]
- Constant de Hamaker : A = 6,5 × 10-20 J.
- Tensió superficial : 0,300 N/m a 1800–2400 °C[21]
- Índex de refracció : n d = 1,4585 (a 587,6 nm)
- Canvi de l'índex de refracció amb la temperatura: 1,28 × 10 −5 /K (20–30 °C)[22]
- Coeficients òptics de tensió : p 11 = 0,113, p 12 = 0,252.
- Número Abbe : Vd = 67,82[23]